# Boog & Elliot 4 - Il mistero della foresta
Boog & Elliot 4 - Il mistero della foresta (Open Season: Scared Silly) è un film d'animazione del 2016, diretto da David Feiss e prodotto da John Bush.
È il quarto e ultimo film della serie di Boog & Elliot ed è il sequel di Boog & Elliot - A caccia di amici del 2006 e Boog & Elliot 2 del 2009 e prequel di Boog & Elliot 3 del 2011.

## Trama
Dopo il secondo film e prima del terzo film, Elliot racconta una storia dell'orrore sul lupo mannaro che terrorizza Boog. Mentre il cervo cerca di far svanire le paure del suo migliore amico, arriva sul posto Wurstellini (chiamato in questo film col nome originale Mr. Weenie) il quale informa i due che i suoi padroni Bob e Bobbie se ne sono andati: Elliot crede che il lupo mannaro li abbia uccisi. Il giorno dopo il cervo convince Boog a recarsi in città per procurarsi delle merendine, a cui si aggiunge anche Mr. Weenie, temendo di non vedere più i suoi amici. Lungo la strada Elliot convince gli amici a spaventare Boog, ma a causa di alcuni incidenti Ian finisce per assomigliare a una creatura mostruosa, che viene scambiata per il vero lupo mannaro da Boog, Elliot e Mr. Weenie; la stessa cosa accade a Shaw. Il giorno dopo quest'ultimo racconta ai cittadini di Timberline del lupo e convince lo sceriffo ad aprire la stagione di caccia per fargli catturare il lupo mannaro. Boog, Elliot e Mr. Weenie scoprono tutto e vanno ad avvertire gli amici. I tre e Giselle indagano per trovare il lupo mannaro, intenzionati ad affrontarlo.
Durante le indagini, gli animali credono che Mr. Weenie, col muso sporco di ketchup, sia il lupo mannaro; il bassotto si separa così dal resto del gruppo. Poco dopo vengono inseguiti da Shaw e dai suoi amici Ed e Edna, i quali scambiano Boog per il lupo mannaro. Dopo un rocambolesco inseguimento in una miniera, Boog decide di allontanarsi dal resto del gruppo e si separa in malo modo da Elliot. Subito dopo quest'ultimo si reca in una gola pericolosa, credendo che vi sia il lupo mannaro; Giselle cerca di convincere Boog ad andare con l'amico, ma senza successo. L'orso però cambia idea quando scopre che Shaw, Ed e Edna si recheranno nella gola per uccidere "tutto ciò che si muove". Boog inizia così a combattere i cacciatori, finché sconfigge Shaw lanciandogli addosso un alveare. Subito dopo arriva lo sceriffo, che arresta i tre cacciatori e dichiara chiusa la stagione di caccia permanentemente. Più tardi, mentre Boog ed Elliot campeggiano, arriva sul posto un lupo mannaro, con cui però fanno amicizia e tutti insieme ballano. Il giorno dopo all'alba Mr. Weenie è ancora convinto della morte dei suoi padroni, ma scopre che in realtà erano andati in città per organizzargli una festa di compleanno.

## Distribuzione
Negli Stati Uniti, il film è uscito (in DVD e Blu Ray) l'8 marzo 2016 e in Italia (solo in DVD) il 23 marzo dello stesso anno.

### Edizione italiana
Nel doppiaggio italiano il personaggio di Mr. Weenie, chiamato nei film precedenti "Wurstellini" nella versione italiana, mantiene il nome originale per motivi completamente sconosciuti.
Inoltre sono stati cambiati i doppiatori di McSquizzy e di Gordy, prima doppiati rispettivamente da Giorgio Lopez e Renato Mori, e qui da Angelo Nicotra e Michele Kalamera.

#### Doppiaggio
| Personaggio     | Doppiatore originale | Doppiatore italiano |
| --------------- | -------------------- | ------------------- |
| Elliot          | Will Townsend        | Francesco Pezzulli  |
| Mr. Weenie      | Will Townsend        | Fabrizio Vidale     |
| Boog            | Donny Lucas          | Pino Insegno        |
| Giselle         | Melissa Sturm        | Alessandra Korompay |
| Shaw            | Trevor Devall        | Paolo Buglioni      |
| Lupo mannaro    | Trevor Devall        | Paolo Buglioni      |
| Vicesceriffo #1 | Trevor Devall        |                     |
| Ian             | Brian Drummond       | Massimo Bitossi     |
| Reilly          | Brian Drummond       | Roberto Stocchi     |
| Uomo-albero     | Brian Drummond       | Alessio Cigliano    |
| Edna            | Kathleen Barr        | Gilberta Crispino   |
| Bobbie          | Kathleen Barr        | Antonella Giannini  |
| Donna-albero    | Kathleen Barr        | Raffaella Castelli  |
| Ed              | Garry Chalk          | Massimo Rossi       |
| McSquizzy       | Lee Tockar           | Angelo Nicotra      |
| Amichetto       | Lee Tockar           |                     |
| Vicesceriffo #2 | Lee Tockar           |                     |
| Lucy            | Shannon Chan-Kent    |                     |
| Marcia          | Shannon Chan-Kent    | Federica De Bortoli |
| Maria           | Michelle Murdocca    | Cristina Boraschi   |
| Sceriffo Gordy  | Lorne Cardinal       | Michele Kalamera    |
| Serge           | Peter Kelamis        |                     |

## Critica
Renee Shonfield ha commentato il film affermando che "Doppiatori di talento, storia intelligente e ottima scrittura fanno di questo un bellissimo e comicissimo film d'animazione".
A differenza dei primi tre film, non compaiono i personaggi secondari del secondo e del terzo film.